# Süper Lig
Süper Lig (officiellt Spor Toto Süper Lig, av sponsorskäl) är den högsta fotbollsserien inom det turkiska seriesystemet.
Serien grundades inför säsongen 1959 med 16 turkiska klubblag, och hette då Milli Lig. Säsongen 1963–64 bytte ligan namn till 1.Lig, och hette så fram till säsongen säsongen 2000–01. Från säsongen 2001–02 går serien under namnet Süper Lig, med ett tillägg för officiella sponsorer.
Galatasaray, från Istanbul är det mest framgångsrika laget i Süper Lig, med 21 titlar och därefter kommer Fenerbahçe med 19 titlar. Enbart fem klubblag har korats som seriemästare (fram till säsongen 2013–14).
Lag som inte presterar tillräckligt bra i serien och hamnar bland de tre sämsta positionerna i poängtabellen blir degraderade till TFF 1. Lig, Turkiets andradivision i fotboll.

## Klubbar säsongen 2019/2020
| Lag                 | Stad      | Stadium                             | Kapacitet |
| ------------------- | --------- | ----------------------------------- | --------- |
| Alanyaspor          | Alanya    | Bahçeşehir Okulları Stadium         | 10 842    |
| Ankaragücü          | Ankara    | Osmanlı Stadium                     | 20 071    |
| Antalyaspor         | Antalya   | Antalya Stadium                     | 32 539    |
| Beşiktaş            | Istanbul  | Vodafone Park                       | 41 903    |
| Çaykur Rizespor     | Rize      | Yeni Rize Şehir Stadı               | 15 558    |
| Denizlispor         | Denizli   | Denizli Atatürk Stadium             | 18 745    |
| Fenerbahçe          | Istanbul  | Fenerbahçe Şükrü Saracoğlu Stadyumu | 50 509    |
| Galatasaray         | Istanbul  | Türk Telekom Arena                  | 52 652    |
| Gaziantep FK        | Gaziantep | New Gaziantep Stadium               | 33 502    |
| Gençlerbirliği      | Ankara    | Eryaman Stadium                     | 22 000    |
| Göztepe             | Izmir     | Doğanlar Stadium                    | 12 500    |
| İstanbul Başakşehir | Istanbul  | Başakşehir Fatih Terim Stadium      | 17 800    |
| Kasımpaşa           | Istanbul  | Recep Tayyip Erdoğan Stadium        | 14 234    |
| Kayserispor         | Kayseri   | Kadir Has Stadium                   | 32 864    |
| Konyaspor           | Konya     | Torku Arena                         | 42 276    |
| Sivasspor           | Sivas     | New Sivas 4 Eylül Stadium           | 27 532    |
| Trabzonspor         | Trabzon   | Şenol Güneş Stadium                 | 40 775    |
| Yeni Malatyaspor    | Malatya   | Malatya Arena                       | 27 044    |

## Kronologisk lista över seriemästare
- 1959: Fenerbahçe (1)
- 1959–60: Beşiktaş (1)
- 1960–61: Fenerbahçe (2)
- 1961–62: Galatasaray (1)
- 1962–63: Galatasaray (2)
- 1963–64: Fenerbahçe (3)
- 1964–65: Fenerbahçe (4)
- 1965–66: Beşiktaş (2)
- 1966–67: Beşiktaş (3)
- 1967–68: Fenerbahçe (5)
- 1968–69: Galatasaray (3)
- 1969–70: Fenerbahçe (6)
- 1970–71: Galatasaray (4)
- 1971–72: Galatasaray (5)
- 1972–73: Galatasaray (6)
- 1973–74: Fenerbahçe (7)
- 1974–75: Fenerbahçe (8)
- 1975–76: Trabzonspor (1)
- 1976–77: Trabzonspor (2)
- 1977–78: Fenerbahçe (9)
- 1978–79: Trabzonspor (3)
- 1979–80: Trabzonspor (4)
- 1980–81: Trabzonspor (5)
- 1981–82: Beşiktaş (4)
- 1982–83: Fenerbahçe (10)
- 1983–84: Trabzonspor (6)
- 1984–85: Fenerbahçe (11)
- 1985–86: Beşiktaş (5)
- 1986–87: Galatasaray (7)
- 1987–88: Galatasaray (8)
- 1988–89: Fenerbahçe (12)
- 1989–90: Beşiktaş (6)
- 1990–91: Beşiktaş (7)
- 1991–92: Beşiktaş (8)
- 1992–93: Galatasaray (9)
- 1993–94: Galatasaray (10)
- 1994–95: Beşiktaş (9)
- 1995–96: Fenerbahçe (13)
- 1996–97: Galatasaray (11)
- 1997–98: Galatasaray (12)
- 1998–99: Galatasaray (13)
- 1999–00: Galatasaray (14)
- 2000–01: Fenerbahçe (14)
- 2001–02: Galatasaray (15)
- 2002–03: Beşiktaş (10)
- 2003–04: Fenerbahçe (15)
- 2004–05: Fenerbahçe (16)
- 2005–06: Galatasaray (16)
- 2006–07: Fenerbahçe (17)
- 2007–08: Galatasaray (17)
- 2008–09: Beşiktaş (11)
- 2009–10: Bursaspor (1)
- 2010–11: Fenerbahçe (18)
- 2011–12: Galatasaray (18)
- 2012–13: Galatasaray (19)
- 2013–14: Fenerbahçe (19)
- 2014–15: Galatasaray (20)
- 2015–16: Beşiktaş (12)
- 2016–17: Beşiktaş (13)
- 2017–18: Galatasaray (21)
- 2018–19: Galatasaray (22)
- 2019–20: İstanbul Başakşehir (1)
- 2020–21: Beşiktaş (14)
- 2021–22: Trabzonspor (7)
- 2022–23: Galatasaray (23)
- 2023-24: Galatasaray (24)

## Statistik
| Rang | Spelare        | Mål | Matcher | Ratio |
| ---- | -------------- | --- | ------- | ----- |
| 1    | Hakan Şükür    | 249 | 489     | 0.51  |
| 2    | Tanju Çolak    | 240 | 282     | 0.85  |
| 3    | Hami Mandıralı | 219 | 476     | 0.46  |
| 4    | Metin Oktay    | 200 | 246     | 0.81  |
| 5    | Aykut Kocaman  | 200 | 360     | 0.56  |
| 6    | Feyyaz Uçar    | 191 | 376     | 0.51  |
| 7    | Burak Yılmaz   | 190 | 366     | 0.58  |
| 8    | Serkan Aykut   | 188 | 336     | 0.56  |
| 9    | Umut Bulut     | 157 | 462     | 0.36  |
| 10   | Necati Ateş    | 138 | 363     | 0.38  |

| Rang | Spelare         | Macther | År                   |
| ---- | --------------- | ------- | -------------------- |
| 1    | Oğuz Çetin      | 503     | 1981–2000            |
| 2    | Rıza Çalımbay   | 494     | 1980–1996            |
| 3    | Hakan Şükür     | 489     | 1987–2000, 2003–2008 |
| 4    | Hami Mandıralı  | 476     | 1984–1998, 1999–2003 |
| 5    | Kemal Yıldırım  | 475     | 1976–1995            |
| 6    | Umut Bulut      | 462     | 1999–2011, 2012–     |
| 7    | Mehmet Nas      | 447     | 1997–2014            |
| 8    | Recep Çetin     | 437     | 1984–2001            |
| 9    | Müjdat Yetkiner | 429     | 1979–1995            |
| 10   | Bülent Korkmaz  | 428     | 1988–2005            |